# Colin McFarlane
Colin McFarlane   (Upper Clapton, 15 de setembre de 1961) és un actor anglès. Ha aparegut a diverses sèries de TV i als films Batman Begins i El cavaller fosc on té el paper del comissari Loeb.

## Biografia
McFarlane va néixer a Clapton, Londres, Anglaterra, de pares jamaicans. Va anar a la Perse School, Cambridge, i es va graduar a la Universitat de Loughborough amb l'especialitat de Drama.
McFarlane va representar al comissari de policia Gillian B. Loeb en les pel·lícules Batman Begins i El cavaller fosc. També ha fet nombroses aparicions en la franquícia del Doctor Who, interpretant al personatge Moran en els episodis " Under the Lake " i " Before the Flood " de la novena sèrie a partir de 2015. A més, també va aparèixer en la tercera sèrie de Torchwood, Children of Earth, com a representant militar nord-americà.
Els seus nombrosos crèdits de televisió inclouen el jutge John Deed, Jonathan Creek, Casualty, Death in Paradise, Father Brown i Holby City. També ha aparegut en dues de les telenovel·les més vistes del Regne Unit. Va protagonitzar com a DCI Irving a Gent del barri com a part de la història de Who Killed Lucy Beale?. I va aparèixer el 6 de setembre de 2010 a Coronation Street com a consultor neurocirurgià, el senyor Jordan.
També ha fet aparicions regulars en la comèdia britànica de televisió, en els espectacles The Fast Show, Randall Hopkirk, Jeeves and Wooster, Two Pints of Lager and a packet of Crisps, Harry and Paul i The Thin Blue Line. Va interpretar l'inspector Norris en el primer episodi de The Black Books, l'Inspector Terrence Brown, en el primer episodi de Dirk Gently, i va posar la veu al jutge en la revitalització de la sitcom Porridge del 2016.
Va aparèixer al costat de Matt Smith i Natalie Dormer en la pel·lícula de terror Patient Zero, de 2018.
El 12 de juliol de 1993, McFarlane es va casar amb la seva esposa, Kate. Té un fill anomenat Joshua, que va protagonitzar un anunci de Barclays .

## Filmografia
- 2000: Black books (sèrie TV) de Graham Linehan i Dylan Moran, Estació 1 episodi 4: el policia Barry
- 2001: Christmas Carol: The Movie de Jimmy T. Murakami: Fezziwig
- 2005: Batman Begins de Christopher Nolan: comissari Loeb
- 2005: Fràgils de Jaume Balagueró: Roy
- 2008: El cavaller fosc (The Dark Knight) de Christopher Nolan: comissari Loeb
- 2010: Torchwood Els Nens de la Terra": General Pierce
- 2016: Hundraettåringen som smet från notan och försvann: Seth, l'agent de la CIA
- 2017: El guardián invisible de Fernando González Molina: Aloisius Dupree
- 2018: The Commuter de Jaume Collet-Serra: Sam

## Veu
- 2002: The King's Beard de Tony Collingwood